# Suffisant (Curaçao)
Suffisant is een wijk van Willemstad, de hoofdstad van Curaçao. De wijk was aangelegd voor het personeel van Shell. De Marinekazerne Suffisant bevindt zich in de wijk. In 1942 vond het Chinezenconflict, een staking van de Chinese zeelieden, plaats in Suffisant waarbij 15 doden vielen.

## Geschiedenis
Suffisant was een voormalige plantage van Petrus Frederik de Windt en stond oorspronkelijk bekend onder de naam "Kipi Santu".
In 1929 werd de Marinekazerne Suffisant in de wijk gebouwd voor het Korps Mariniers. De woonwijk Suffisant werd gebouwd als huisvesting van het personeel van de olieraffinaderij van Shell. De woningbouw vond plaats volgens een strikte hiërarchie. Voor het hogere personeel werden Julianadorp en Emmastad gebouwd, en Suffisant was bestemd voor werknemers uit Venezuela en Portugal. Suffisant werd in de jaren 1930 en 1940 gebouwd, en had een Shell winkel, badhuizen, en grote gaarkeukens voor alleenstaanden. In de jaren 1960 werd de wijk opengesteld voor algemene bewoning, en werden de toegangspoortjes verwijderd.
In 1942 gingen 425 Chinese zeelieden in staking omdat ze slecht werden betaald, en door de oorlogssituatie gevaarlijk werk verrichtten. Omdat staken tijdens de Tweede Wereldoorlog verboden was, werden de zeelieden in Kamp Suffisant bij de kazerne opgesloten. Op 20 april 1942 vond een opstand plaats waarbij 15 zeelieden door de politie werden neergeschoten.

## Overzicht
Suffisant is een dichtbevolkte wijk, maar kent een sterke bevolkingsafname. Het is een migrantenwijk met inkomens die beneden gemiddeld liggen. De wijk heeft veel voorzieningen en winkels.

## Galerij

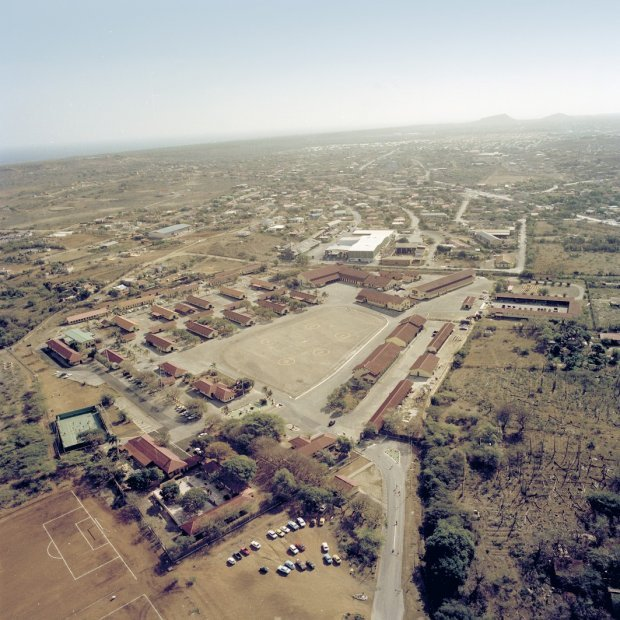
Luchtfoto van Marinekazerne Suffisant
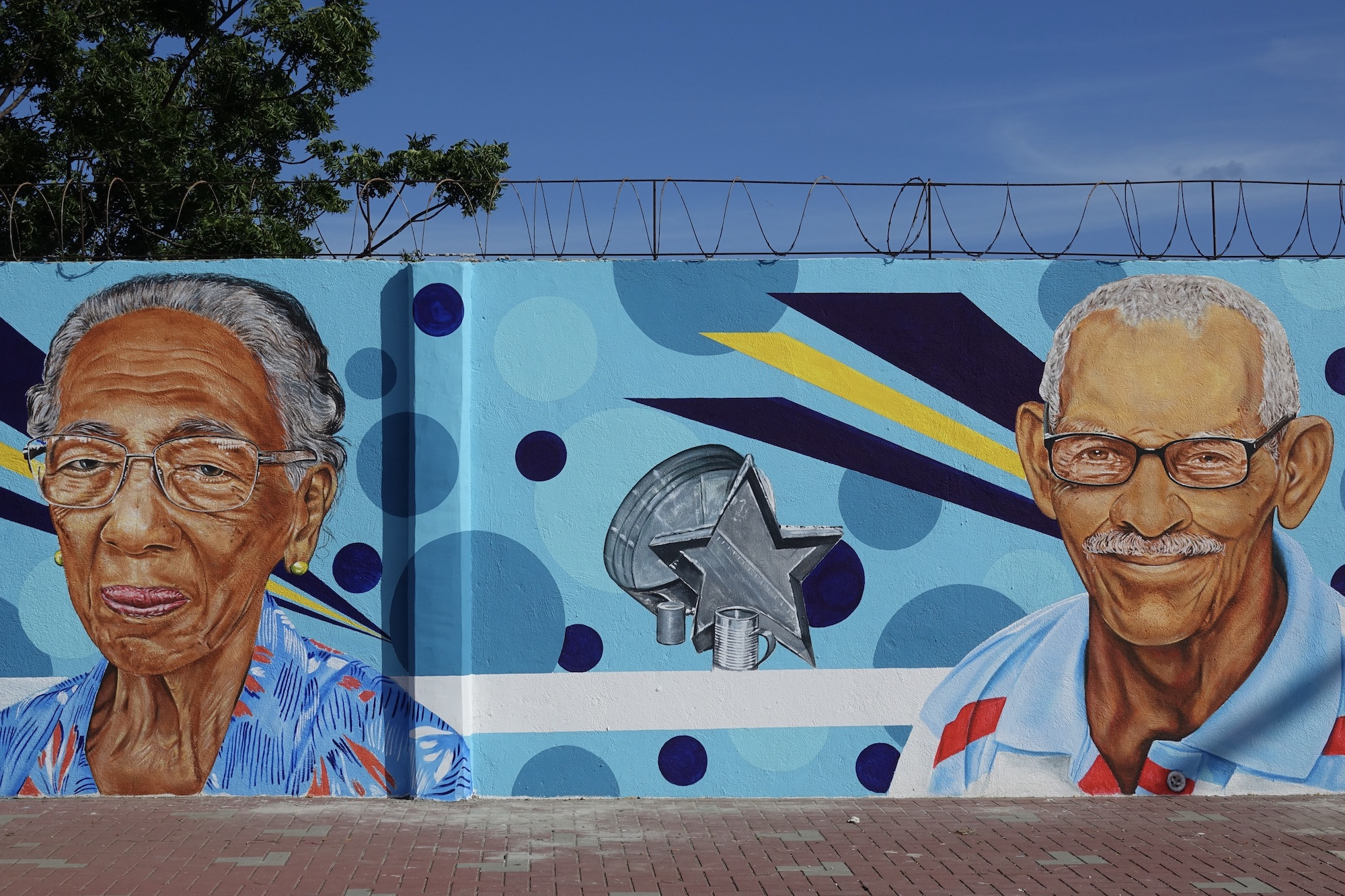
Muurschildering van Jhomar Loaiza